# 渡辺直彦
渡辺 直彦（わたなべ なおひこ、1931年11月10日 - 2002年5月14日）は、日本の歴史学者。東京大学史料編纂所教授。文学博士。

## 人物
広島県出身。1958年、國學院大學文学部史学科を卒業、1963年、國學院大學大学院文学研究科を単位取得し、國學院大學文学部助手に着任。同年、東京大学史料編纂所に転任し、1979年助教授、1982年教授、『大日本史料』第2編の編修に従事した。1985年に史料編纂所を退職の後は、駒澤大学文学部教授を1996年に退職するまでつとめた。
2002年5月14日、脳梗塞のため死去。
専門は日本古代史。主著である『日本古代官位制度の基礎的研究』によって、1973年に國學院大學より文学博士の学位を取得、また三矢博士記念賞を受賞した。平安時代の古記録や儀式書の校訂にも功績を残した。

## 著書
- 『日本古代官位制度の基礎的研究』 吉川弘文館、1972年（1978年増訂版）

### 編著
- 『古代史論叢』 続群書類従完成会、1994年

### 校訂
- 『史料纂集 権記』1-3 続群書類従完成会、1978年-
- 『神道大系 儀式・内裏式』 神道大系編纂会、1980年
- 『神道大系 江家次第』 神道大系編纂会、1991年
- 『続神道大系 侍中群要』 神道大系編纂会、1998年